# Playa Girón
Playa Girón (hiszp. Plaża Giron) – plaża i wioska na wschodnim brzegu Zatoki Świń w prowincji Matanzas na południowym wybrzeżu Kuby. Administracyjnie podlega gminie Ciénaga de Zapata. Miejsce zwycięstwa wojsk Fidela Castro w czasie Inwazji w Zatoce Świń.

## Geografia
Playa Girón znajduje się w obszarze Ciénaga de Zapata (Bagno Zapata) - jednych z najrozleglejszych na świecie obszarów podmokłych. Wioska Girón została nazwana od nazwiska słynnego francuskiego pirata Gilberta Girona.

## Historia
W kwietniu 1961 Playa Girón była jednym z miejsc desantu uzbrojonych przez CIA kubańskich emigrantów w czasie Inwazji w Zatoce Świń, zamierzających obalić reżim Fidela Castro. Po 72 godzinach walk, Playa Girón była ostatnim skrawkiem lądu, na którym kontynuowały walkę i z którego wycofały się niedobitki brygady inwazyjnej. Dziś znajduje się tu 'Museo Girón', upamiętniające tamte wydarzenia.

## Galeria

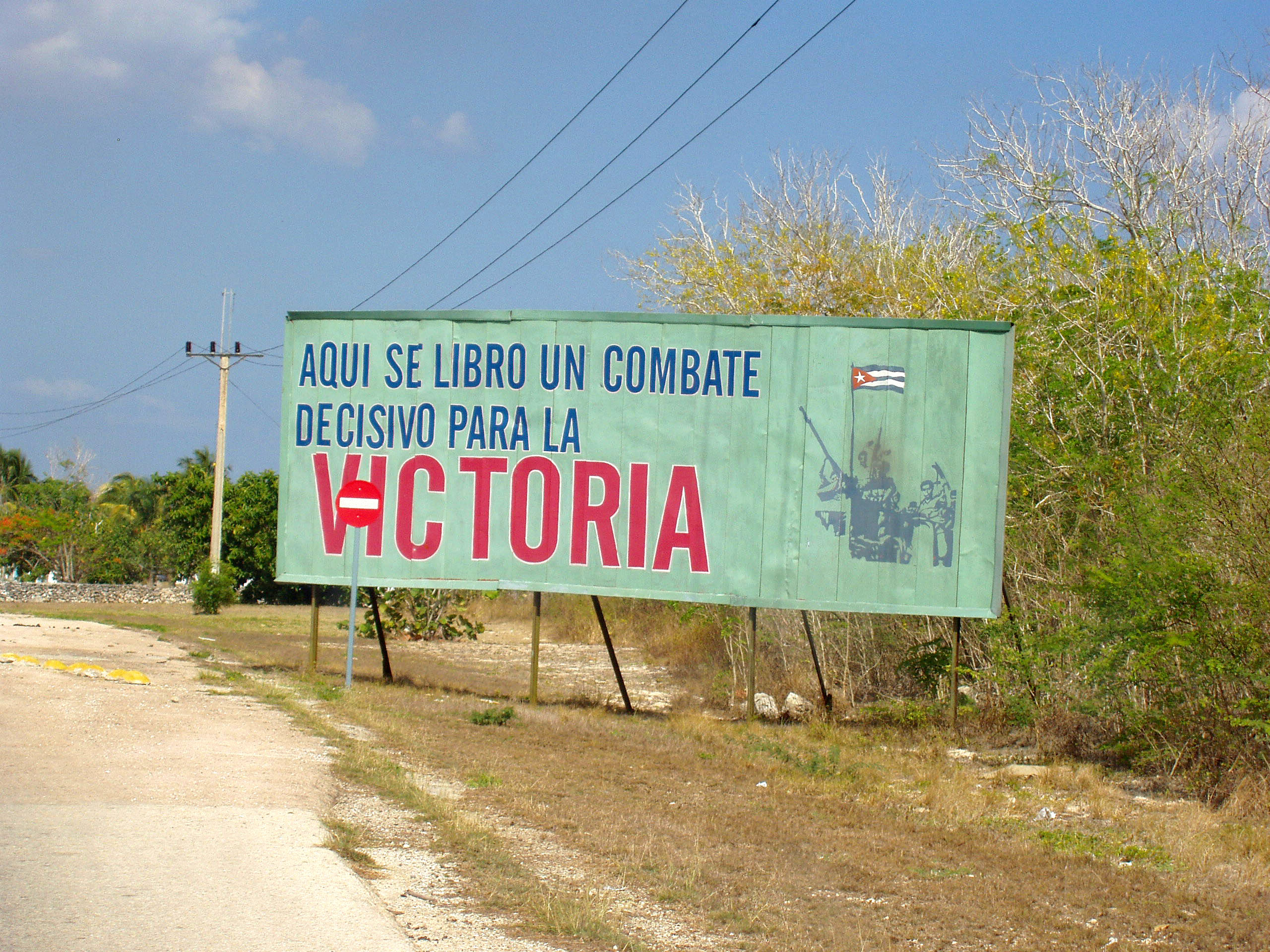
Tablica propagandowa w Playa Girón
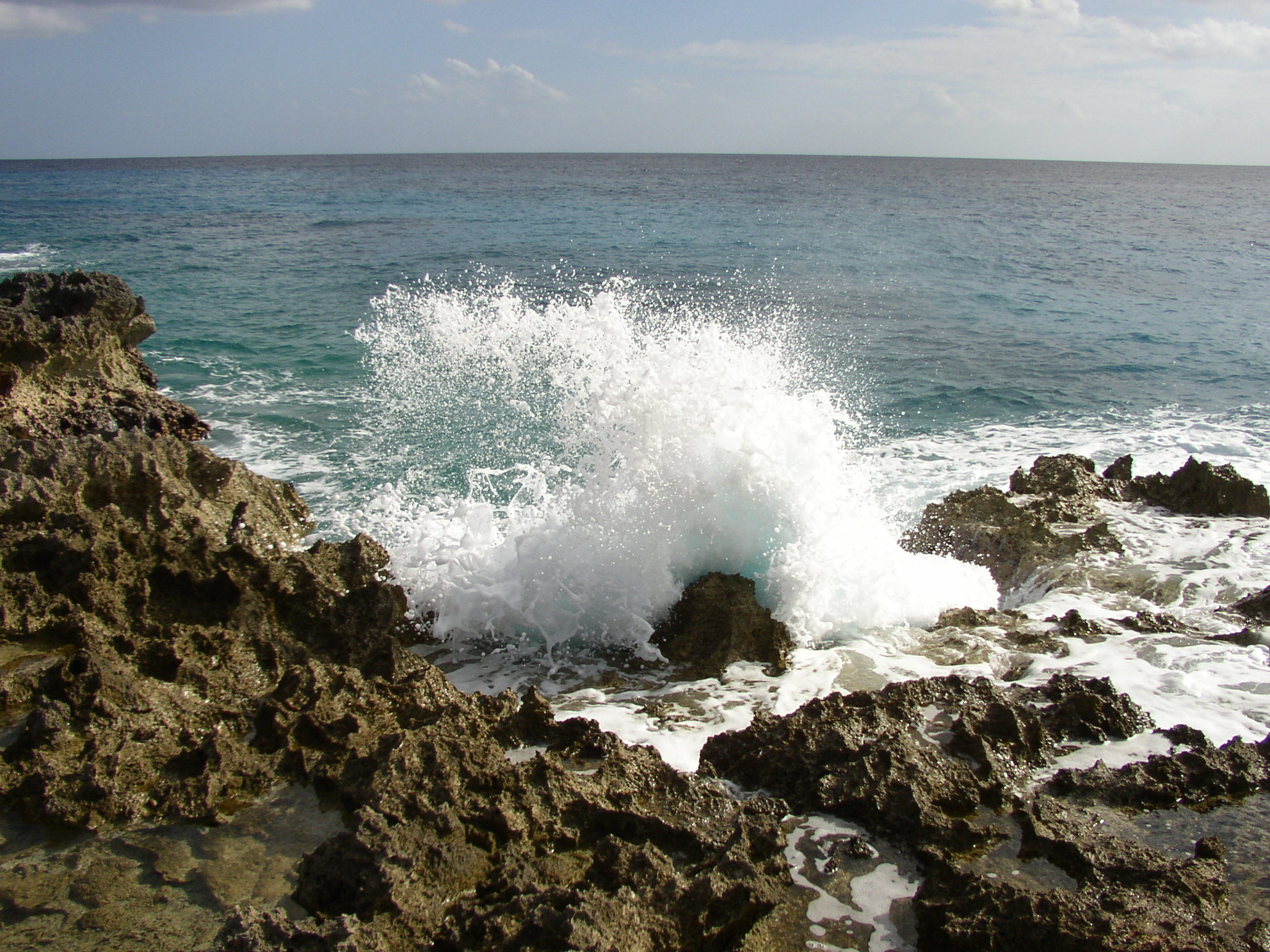
Nadbrzeżne skały w Playa Girón
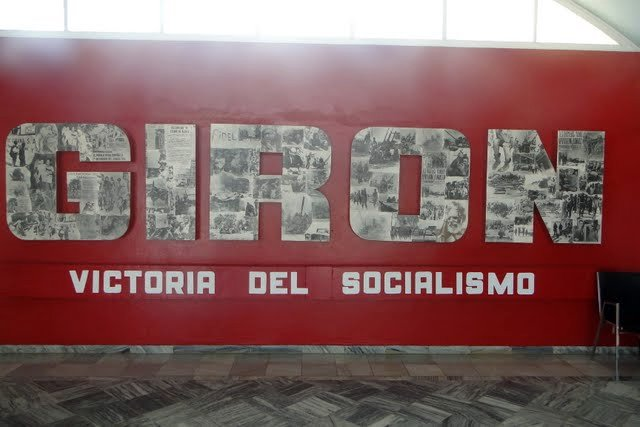
"Zwycięstwo Socjalizmu", napis propagandowy
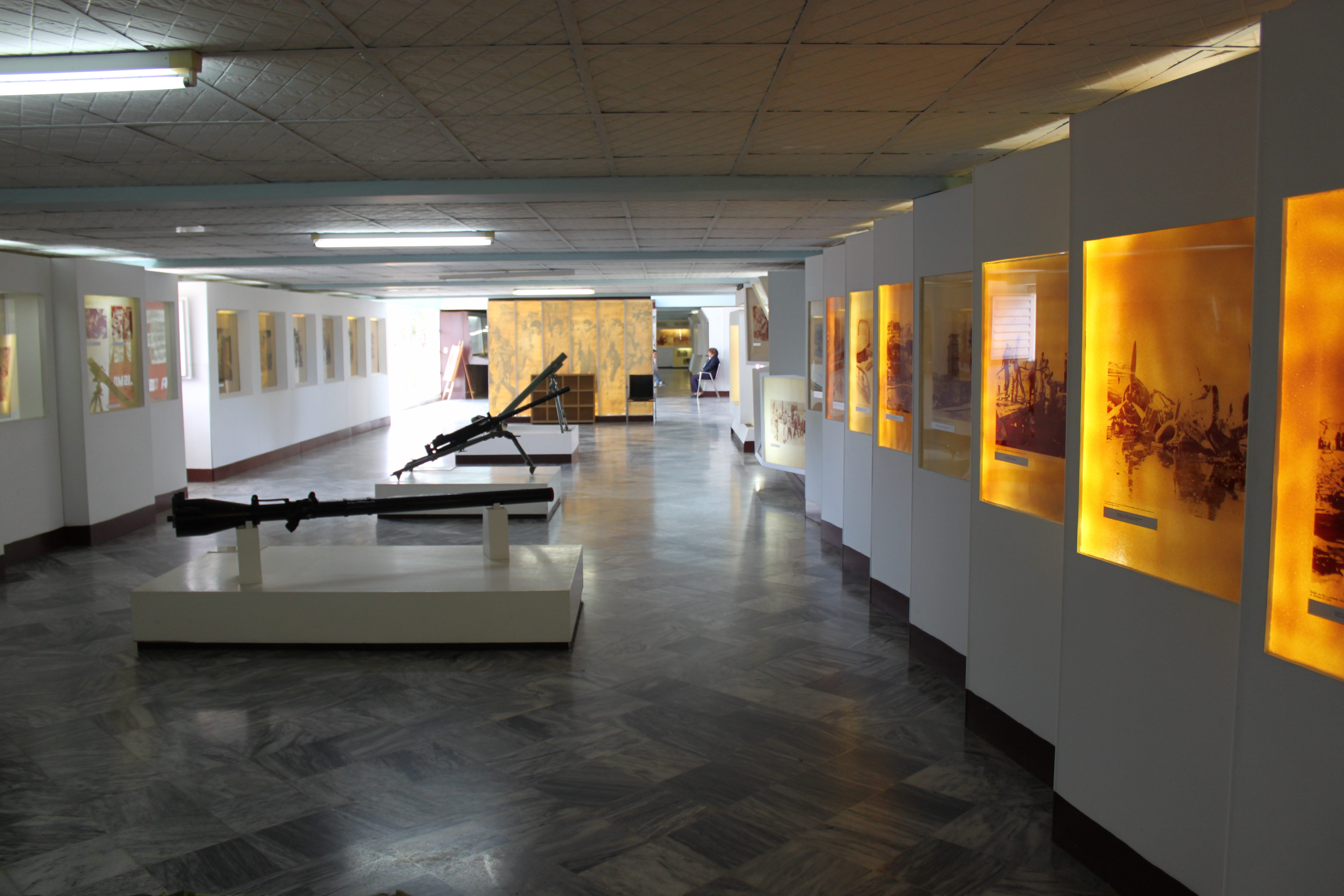
Wnętrze muzeum Playa Girón